# Герб Полтавы
Герб Полтавы (укр. Герб Полтави) — один из официальных символов города Полтава Полтавской области Украины.

## Описание
Поле щита пурпурное (малиновое), что соответствует, по геральдике планете Меркурий и природному камню аметисту, символизируя собой господство, достоинство, щедрость, благочестие.
В центре щита, точно по его центральным осям, размещен золотой лук — символ военного оружия. Тетива его натянута стрелой (что означает готовность к бою), направленной острием вниз, символизируя охрану мирного труда.
Боевую атрибутику с четырех сторон окружают золотые охранники шестиугольные звезды символизирующие собой четыре стороны света: север, юг, восток и запад.
Венчает композицию золотая надпись «Полтава» стилизованным старославянским шрифтом, причем буква «Т» изображена в виде геральдического креста, который озаряет собой герб.

### Прототип современного герба
Его прообразом является частная родовая печать Андрея Горленко, который занимал должность полковника Полтавского полка во второй пол. XVIII в. и которую, наряду с другими, использовала тогдашняя полковая канцелярия. Город в то время еще использовал герб времен Речи Посполитой.

## История

### Герб литовско-польского и казацкого времени
Впервые город получил герб в период Великого княжества Литовского, в XV веке. Герб представлял собой серебряный щит, на котором был изображён лук со стрелой пронзающей красное сердце.
В XVII веке некоторое время Полтавой владели Вишневецкие, в гербе города в это время изображался натянутый лук со стрелой, которая пронзает сердце. В польском гербовнике сохранилось такое описание этого герба: «На серебряном щите лук напряженный со стрелой, пронизывающей сердце с тремя поперечниками».

### Герб имперского периода
Герб был утвержден 22 июня 1803.
Щит четырехдольный, скошенный: в первой части в красном поле — две шпаги, положенные накрест; во второй части — в серебряном поле флаг с государственным гербом, в третьей части — в серебряном поле пальма, в четвёртой части — в лазурном поле каменная пирамида, на которой изображение вечности — змея, держащая в пасти свой хвост.

### Проект Кёне
В 1859 году Бернгардом Кёне разработан проект герба города, который однако не был утверждён.
В золотом поле черный треугольный памятник, украшенный золотой змеей, свившейся в кольцо. За памятником два зеленых флага, с золотым коронованным вензелевым изображением Имени Императора Петра Великого, древки красные с остриями от копья. Все сопровождается в главе щита двумя накрест положенными красными мечами. Щит увенчан серебряной городской короной с тремя башенками и обрамлён двумя золотыми колосками, соединённые Александровской лентой.

### Советское время
О существовании в советское время собственного герба города сведений нет.

Первый официальный герб города
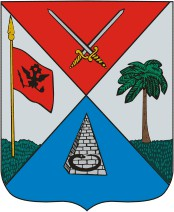
Герб города (1803—1878[источник не указан 1677 дней])
Проект герба города 1859 г.
Герб Полтавской губернии 1878 г.